# Madurski preliv
Madurski preliv (indonezijsko Salat Madura) v provinci Vzhodna Java, je morski preliv, ki ločuje indonezijska otoka Javo in Maduro, v njem pa so manjši otočki Kambing, Giliradža, Genteng in Ketapang.  
Preliv preči Suramadski most, najdaljši v Indoneziji, ki povezuje Surabajo na Javi in Bangkalan na Maduri.